# Jephté Vogel
Jephté Vogel (* 24. Mai 2002) ist ein Schweizer Leichtathlet, der sich auf das Kugelstossen spezialisiert hat.

## Sportliche Laufbahn
Erste internationale Erfahrungen sammelte Jephté Vogel beim Europäischen Olympischen Jugendfestival (EYOF) 2019 in Baku, bei dem er mit einer Weite von 18,04 m den achten Platz mit der leichteren 5-kg-Kugel belegte. 2021 schied er bei den U20-Europameisterschaften in Tallinn mit 16,28 m in der Qualifikationsrunde aus, ehe er bei den U20-Weltmeisterschaften in Nairobi mit 19,16 m die Bronzemedaille mit der 6-kg-Kugel gewann. 2025 belegte er bei den World University Games in Bochum mit 19,06 m den siebten Platz.
2023 wurde Vogel Schweizer Meister im Kugelstossen im Freien und in der Halle.